# Гергард Зімонс
Гергард Зімонс (нім. Gerhard Simons; 5 лютого 1921, Кенігсберг — 30 листопада 2015) — німецький офіцер, гауптман резерву вермахту (1 вересня 1944). Кавалер Лицарського хреста Залізного хреста з дубовим листям.

## Біографія
6 травня 1940 року вступив в 30-й артилерійський полк. У складі 240-го артилерійського полку 170-ї піхотної дивізії брав участь в Німецько-радянській війні. З вересня 1942 року — командир полкового взводу зв'язку. Відзначився у боях на південний захід від Ленінграда (1944). З червня 1944 року — командир штабної батареї свого полку.

## Нагороди
- Залізний хрест
  - 2-го класу (17 травня 1942)
  - 1-го класу (20 березня 1943)
- Нагрудний знак «За участь у загальних штурмових атаках» 1-го ступеня
- Медаль «За зимову кампанію на Сході 1941/42» (1942)
- Лицарський хрест Залізного хреста з дубовим листям
  - лицарський хрест (29 лютого 1944)
  - дубове листя (№547; 11 серпня 1944)